# Разсоха
Разсоха е село в Северна България. То се намира в община Златарица, област Велико Търново. През него минава река Бебровска.

## География
Надморската височина на с. Разсоха е между 200 и 299 м.
Има и подземна река с голям дебит.

## История
Има легенди, че под земята на селото има термална минерална вода с температура около 37 °C, а също така и няколко златни съкровища и архивни картина на дълбочина 2,5–3 метра.